# مبنى بلدية القدس التاريخي

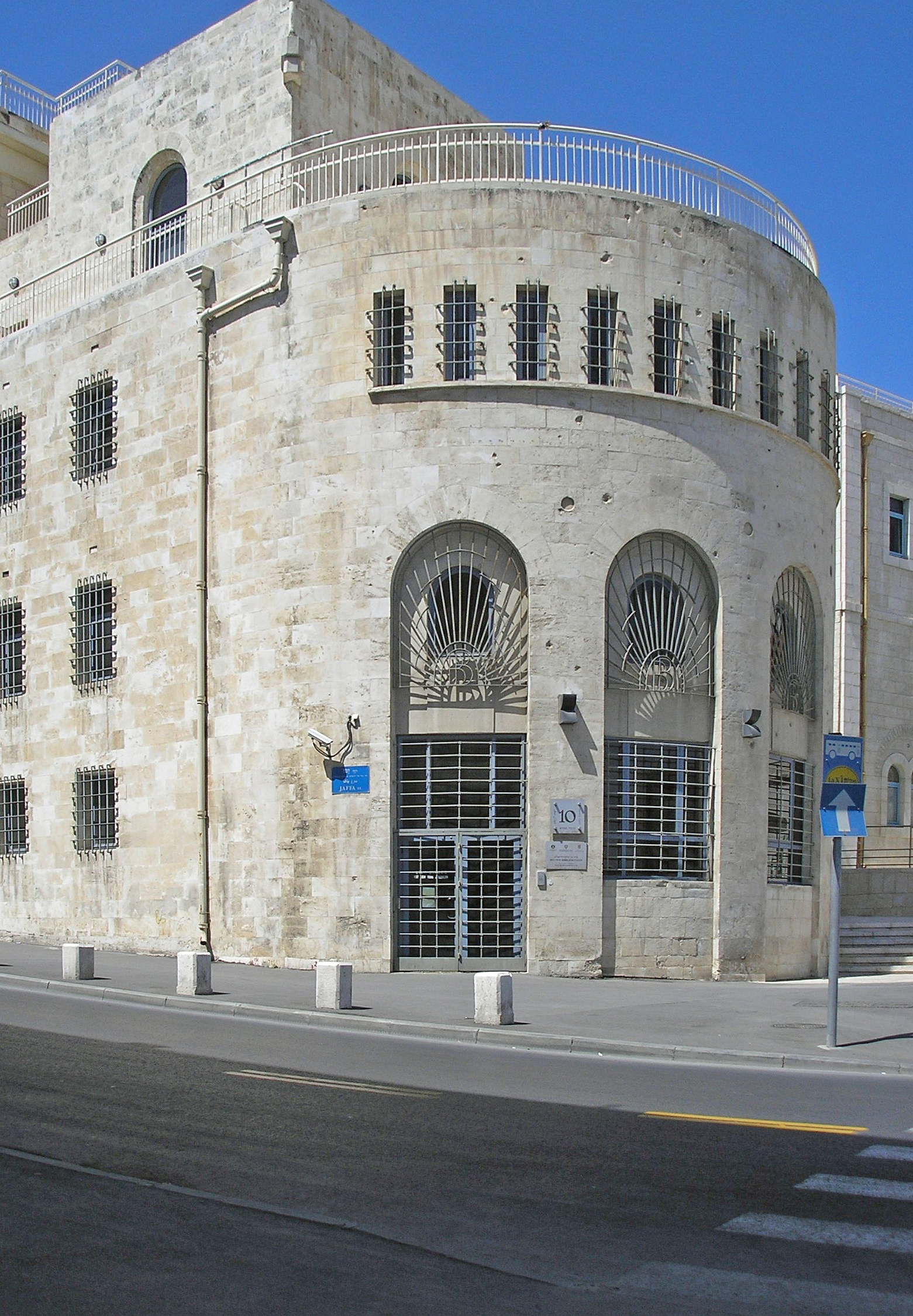

مبنى بلدية القدس التاريخي (كما يطلق عليه الآن) كان أحد المباني العامة الأربعة التي شيدتها الإدارة البريطانية في القدس. تم بناؤه في مدينة القدس خلال الانتداب البريطاني بعد أن أصبحت قاعة المدينة السابقة غير كافية لتلبية احتياجات المدينة المزدهرة وحكومتها البلدية، وتم استخدامه من قبل بلدية القدس لأكثر من 60 عامًا منذ بنائه عام 1930 حتى عام 1993.

## معرض صور

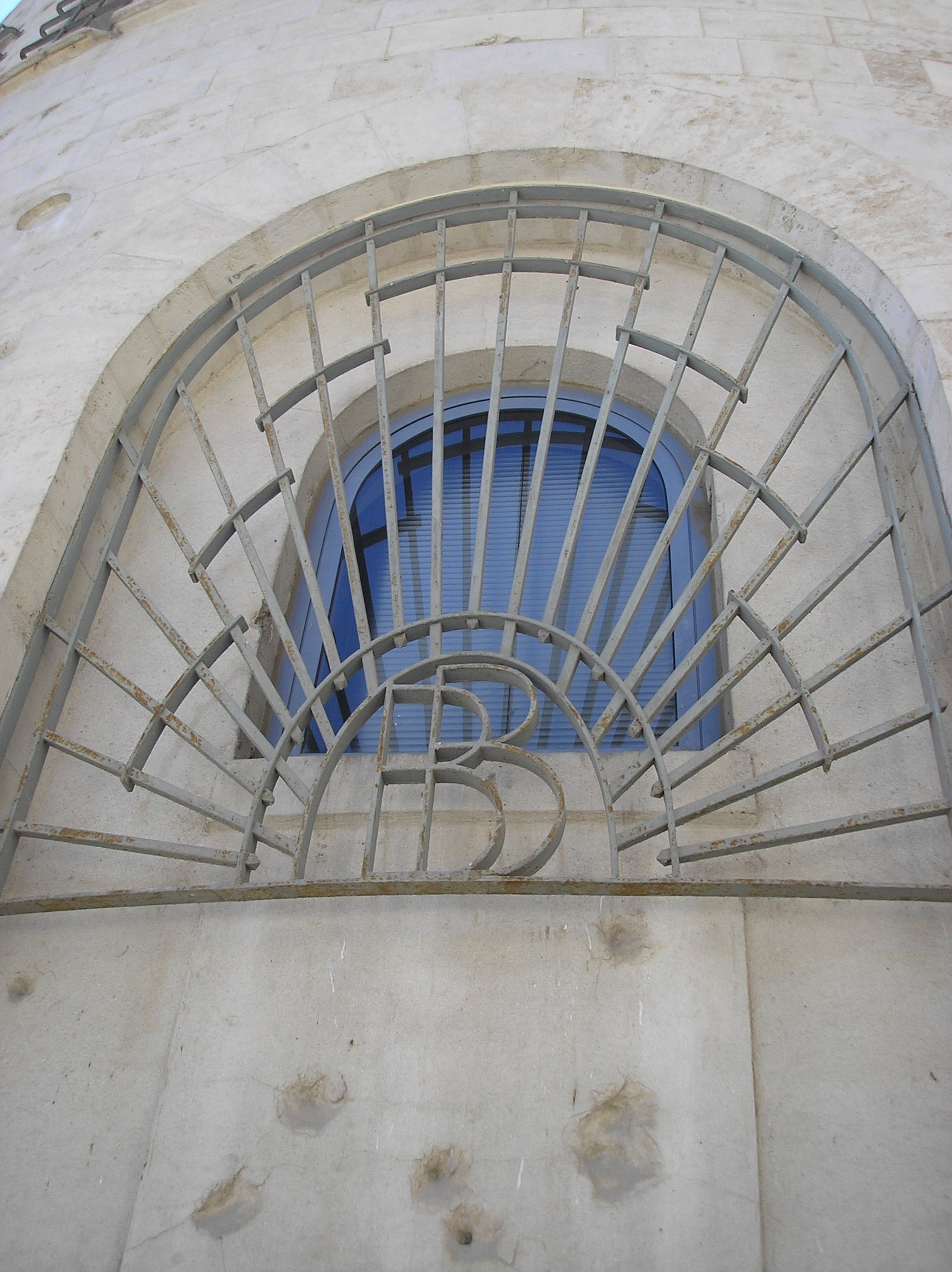
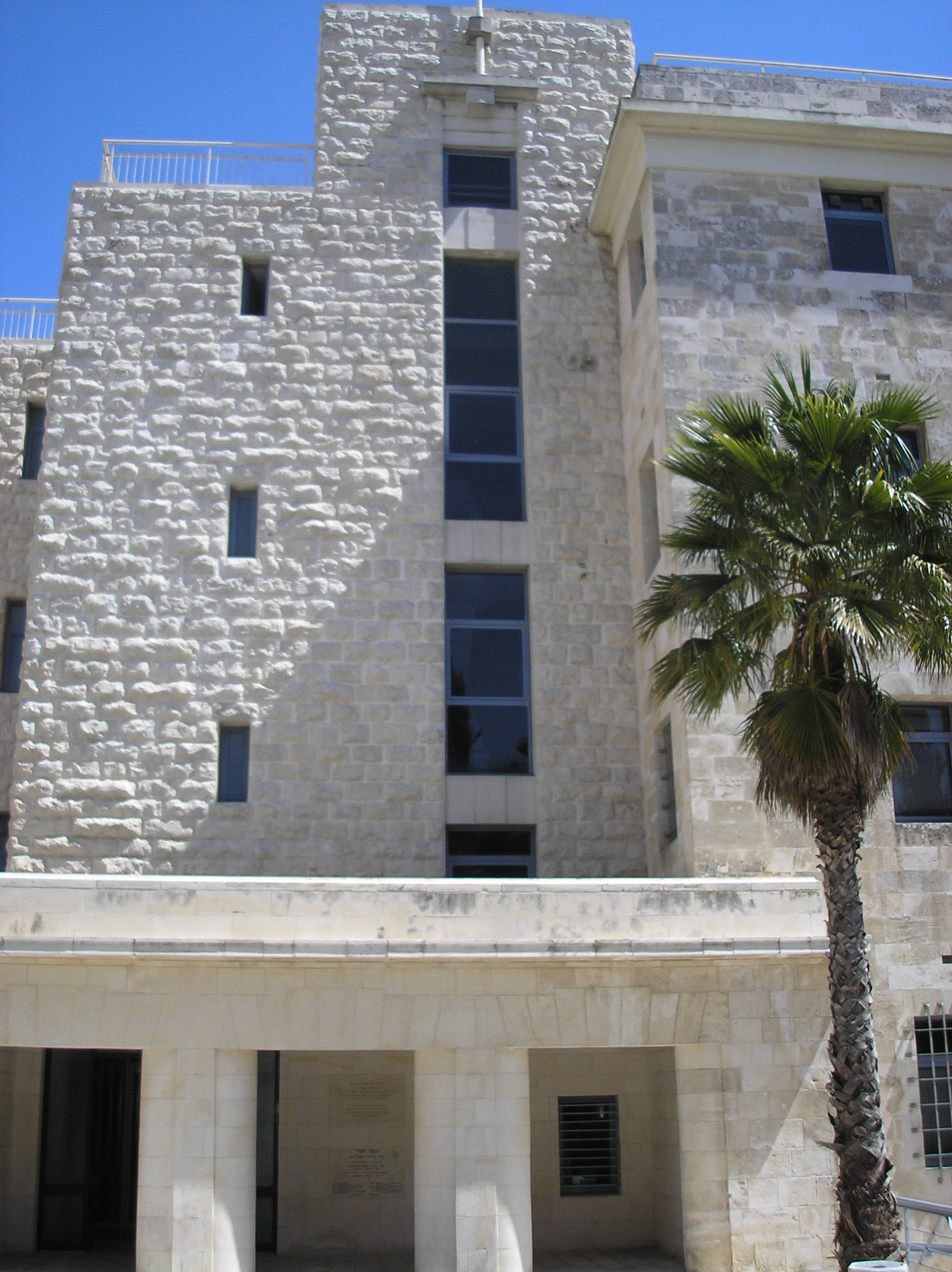
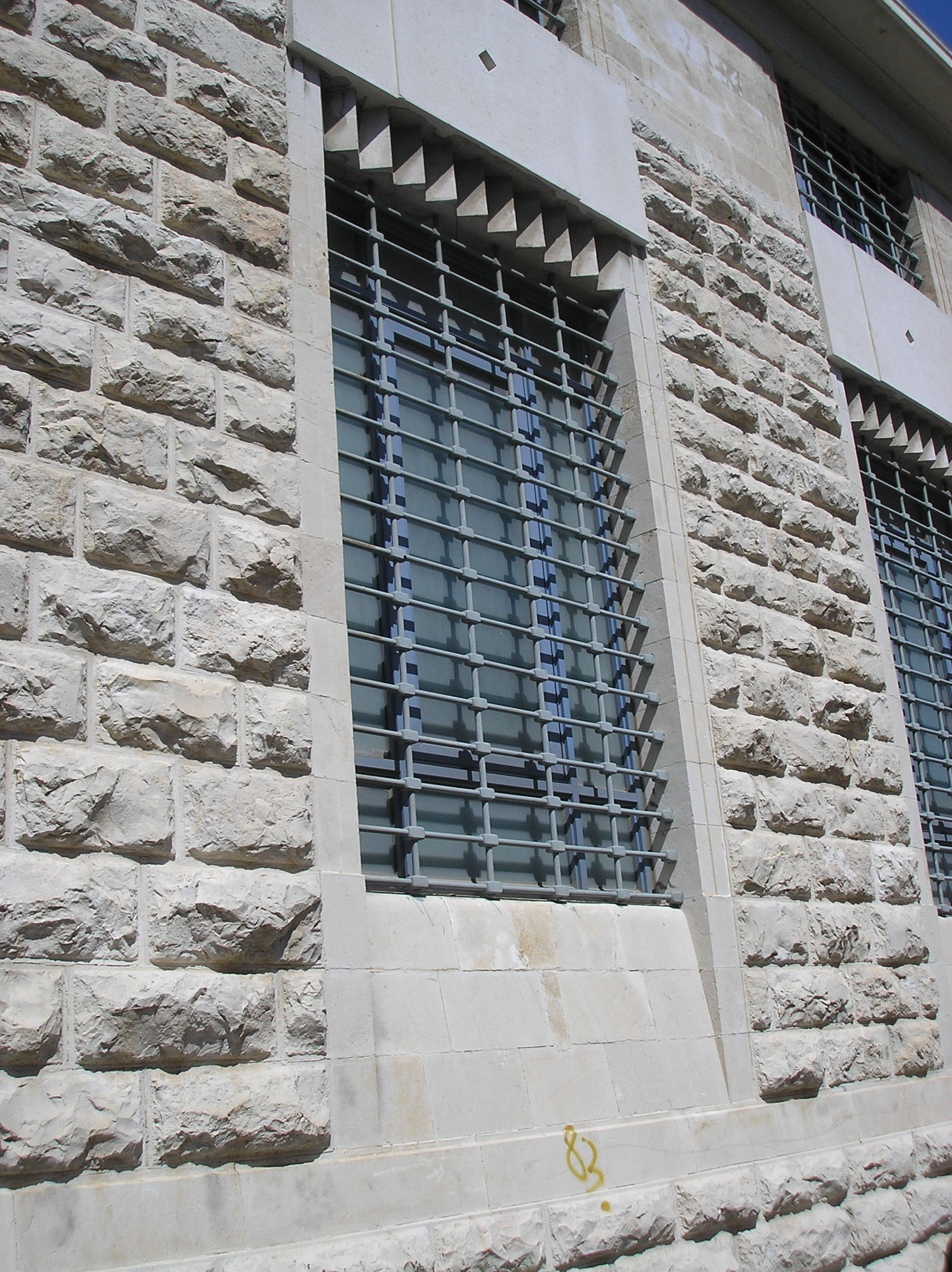